# Сакуени (Дамбовица)
Сакуени (рум. Săcueni) насеље је у Румунији у округу Дамбовица у општини Гура Окницеј. Oпштина се налази на надморској висини од 237 m.

## Становништво
Према подацима из 2002. године у насељу је живело 1968 становника, од којих су сви румунске националности.